# Rochester, Massachusetts
Rochester är en kommun i Plymouth County i delstaten Massachusetts, USA.